# Thomas Cook Airlines Belgium
Thomas Cook Airlines Belgium fue una aerolínea belga propiedad de la Thomas Cook Group. Operaba vuelos chárter a destinos vacacionales en el Mediterráneo desde el aeropuerto de Bruselas y el aeropuerto de Lieja.

## Historia
La aerolínea fue fundada el 12 de diciembre de 2001 por Thomas Cook Group para atender al mercado vacacional belga e inició sus operaciones el 13 de marzo de 2002. Hasta enero de 2004, los billetes de avión solo podían adquirirse a través de agencias de viajes como parte de paquetes turísticos; desde entonces, también era posible reservar asientos individuales. La aerolínea contaba con varias compañías filiales: Thomas Cook Airlines, Thomas Cook Airlines Scandinavia y Condor, todas con gestión conjunta de flota.
En marzo de 2017, la empresa matriz, Thomas Cook, anunció su intención de vender sus operaciones belgas a Lufthansa. En consecuencia, Thomas Cook Airlines Belgium cerró a finales de octubre de 2017, cediéndose dos aviones y todos los derechos de tráfico a Brussels Airlines. Los tres aviones restantes se trasladarían a las compañías filiales de Thomas Cook Airlines Belgium. Esto habría conllevado el despido de 40 empleados no voladores, pero el grupo neerlandés SHS Aviation anunció que se haría cargo de las licencias de vuelo, dos de las tres aeronaves restantes y de los 40 empleados restantes, integrándolos en una nueva aerolínea, llamada, de forma confusa, VLM Airlines NV, aunque ya no está vinculada a Antwerp VLM Airlines (también extinta), y que el único Airbus A320-200 restante se transferiría a otra parte del Grupo Thomas Cook. Esta compañía ha sido adquirida posteriormente a SHS Aviation por los inversores neerlandeses FS Aviation Management B.V.

## Flota histórica
La flota de Thomas Cook Airlines Belgium consistía en las siguientes aeronaves:
| Aeronaves       | Total | Introducido | Retirado | Matrículas |
| --------------- | ----- | ----------- | -------- | --- |
| Airbus A319-100 | 1     | 2012        | 2015     | OO-TCS |
| Airbus A320-200 | 21    | 2002        | 2017     | OO-TCK, OO-TCF, OO-TCB, OO-TCE, OO-TCC, OO-TCC, OO-TCM, OO-TCN, OO-TCL, OO-TCG, OO-TCR, LY-VEP, OO-TCP, OO-TCO, OO-TCX, OO-TCT, OO-TCJ, OO-TCH, OO-TCW, OO-TCV, OO-TCI y OO-TCQ |
| Airbus A321-200 | 1     | 2018        | 2018     | OO-SBA |
| Boeing 757-200  | 1     | 2003        | 2004     | PH-DBB |